# Ivano Bonetti
Ivano Bonetti (ur. 1 sierpnia 1964) – włoski piłkarz, który występował na pozycji pomocnika, później trener.
W sezonie 1991/1992 zagrał w finale Pucharu Europy, w którym jego UC Sampdoria uległa po dogrywce Barcelonie 0-1.
10 lutego 1996 roku po przegranym przez swój klub Grimsby Town spotkaniu z Luton Town, zdenerwowany trener Brian Laws rzucił w niego talerzem ze skrzydełkami kurczaka. Trafiony w twarz Bonetti doznał złamania kości policzkowej.
W czerwcu 2009 roku został dyrektorem sportowym w klubie Pescina Valle del Giovenco.